# Fórián-Szabó Zoltán
Fórián-Szabó Zoltán (Budapest, 1941. február 22. – Kecskemét, 2015. november 23.) piarista szerzetes, fizika-kémia szakos tanár, plébános.

## Családja, tanulmányai
1941-ben született Budapesten egy kecskeméti hatgyerekes családban. A háború után tértek vissza a kecskeméti házukba. 
A kecskeméti Piarista Általános Iskolában kezdett tanulni, amit a szomszédos Piarista Gimnáziumban folytatott. 1959-ben leérettségizett, majd augusztus 27-én belépett a piarista rendbe. Párhuzamosan végezte a Kalazantinum Piarista Hittudományi Főiskolát és az ELTE Természettudományi Karának kémia-fizika tanári szakát, ahol 1968-ban szerzett diplomát. Az előző évben, 1967. február 24-én szentelték pappá.

## Tanári, szerzetesi munkája
Tanárként az első tanévét (1967–68) Kecskeméten kezdte, majd a budapesti Piarista Gimnáziumba küldték, ahol harminc éven keresztül tanított, ezalatt hat osztálynak volt osztályfőnöke. Néhány évig a Magyar Rendtartomány vezetőségében dolgozott, nyolc évig a házfőnöki feladatokat is ellátta: a rendtársak életfeltételeiről és élelmezéséről gondoskodott, valamint a rendház berendezéseinek karbantartásával, javíttatásával, felújíttatásával foglalkozott.
Nem csak a diákjai tárgyi tudását fejlesztette, hanem igyekezett a férfias helytállásra, az életre nevelni őket. Az iskolai tanórák mellett rendszeresen szervezett hétvégi kirándulásokat, nyári kerékpáros, evezős- és vitorlástúrákat, őszi és téli gyalogtúrákat, amik közösséggé formálták az osztályokat.

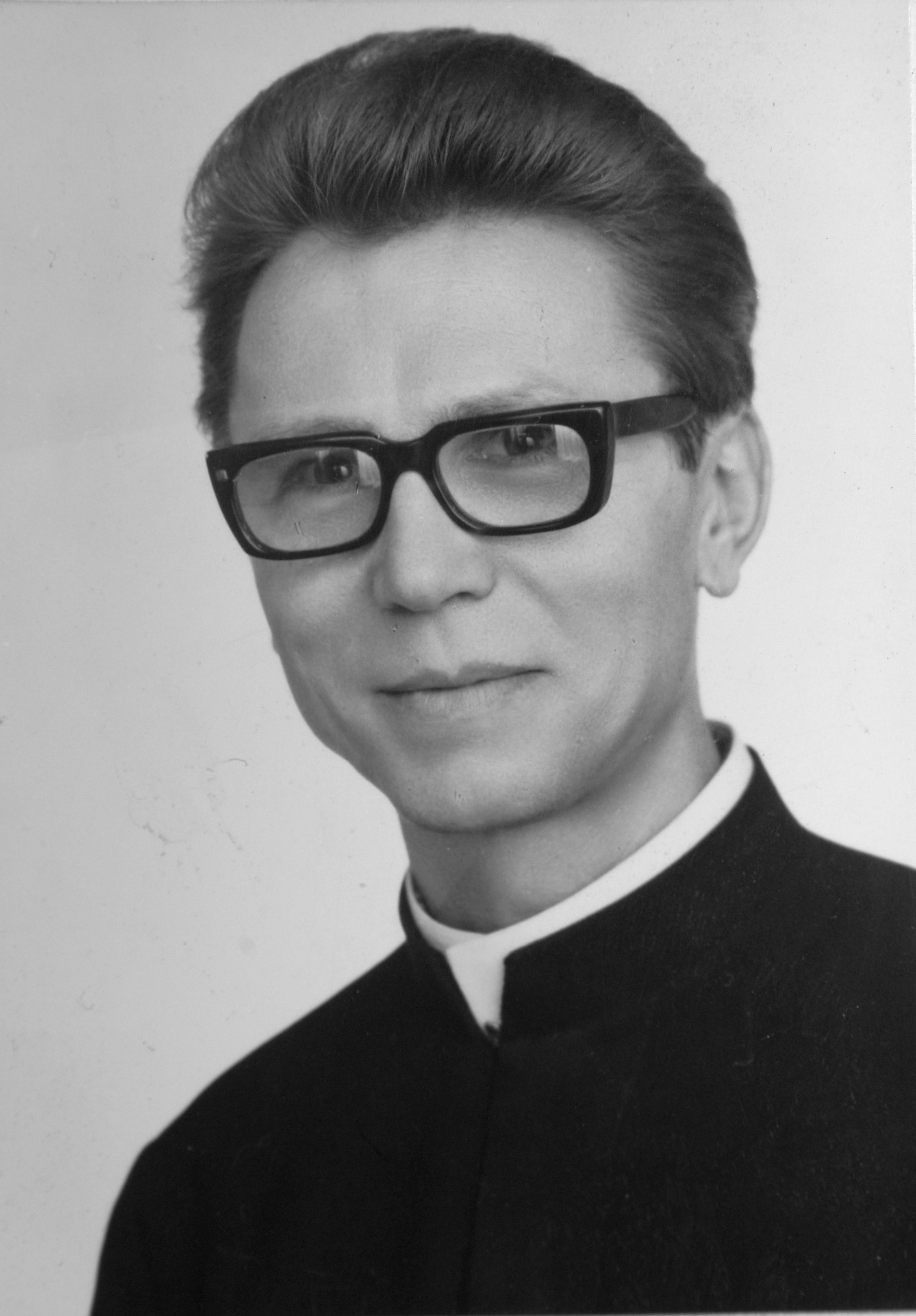
Fórián-Szabó Zoltán piarista szerzetes-tanár, 1981

## Piarista Iskolaépítő és Fenntartó Kht.
1997-től a tanítást abbahagyva a Piarista Iskolaépítő és Fenntartó Közhasznú Társaság ügyvezető igazgatójaként a piarista rend rendszerváltás után visszakapott épületeinek felújításával kapcsolatos teendőket menedzselte. A szegedi új piarista iskola építését szervezte, a budapesti Duna-parti nagy piarista épület déli részének felújítását irányította, melyben a Sapientia Hittudományi Főiskola kapott helyet.

## Plébánosként
2003-ban nyugdíjba ment, ekkor Kecskemétre, a Szentháromság Plébániára helyezték plébánosnak. A város hívőinek lelki vezetését, a fiatalok pasztorációját, hitoktatást, valamint elsőáldozásra, bérmálásra, házasságra felkészítés feladatait végezte.
2015 januárjában a Keresztény Közéletért Alapítvány Varga Lászlóról elnevezett „Keresztény Közéletért”-emlékéremmel ismerte el „a magyarságot felemelő, testet és lelket építő tanítását, az emberi szabadság tiszteletének és szeretetének példaadását, a hit és a kultúra megtartásában végzett munkáját”.
2015. november 23-án hosszan tartó betegség (melanóma) után elhunyt. A kecskeméti közgyűlés egyperces néma felállással tisztelgett emléke előtt.